# Двойники (село)
Двойники (каз. Двойники) — село в районе Шал акына Северо-Казахстанской области Казахстана. Входит в состав Афанасьевского сельского округа. Код КАТО — 595633200.

## Население
В 1999 году численность населения села составляла 301 человек (141 мужчина и 160 женщин). По данным переписи 2009 года, в селе проживало 189 человек (98 мужчин и 91 женщина).